# Nepenthes villosa
Nepenthes villosa Hook.f., 1852 è una pianta carnivora della famiglia Nepenthaceae, endemica del Borneo, dove cresce solo sul Monte Kinabalu e sul Monte Tambuyukon, a 1600–3240 m.

## Conservazione
La Lista rossa IUCN classifica Nepenthes villosa come specie a rischio minimo (Least Concern).